# S
Sは、ラテン文字（アルファベット）の19番目の文字。小文字は s 。ギリシャ文字のΣ（シグマ）に由来し、キリル文字のСと同系の文字である。

## 字形

筆記体

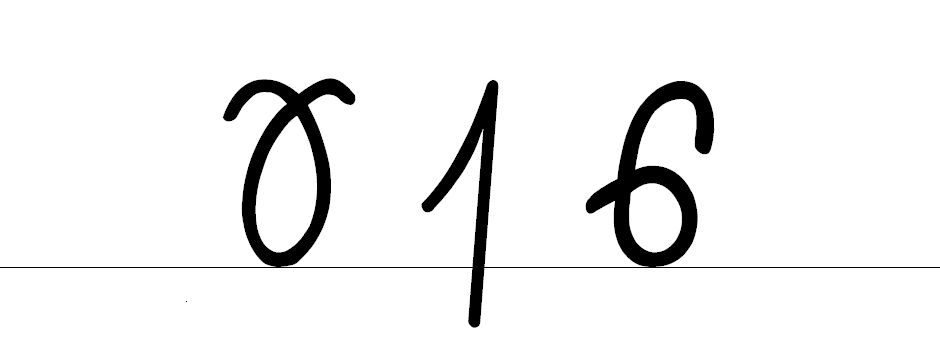
ジュッターリーン体。真ん中は長いs

左半円の下に右半円を重ねた形である。これはΣ（シグマ）の小文字語末形 ς と共通の形である。大文字も小文字も同じ形である。
- 大文字の筆記体は、しばしば、左半円の右半分に、本来の曲線と交差しながら左下から線が延びる。
- 小文字の筆記体は、前述の大文字の筆記体の下半分であり、左下からの斜線から山形に曲がって、右下半円を上から時計回りに描き、最初の斜線に到達して引き返し、次の文字に続く。
- 過去に、「長いs」と呼ばれる、ſ（f に似ているが、横棒がある場合右に突き出さない）が用いられた。
- フラクトゥールに関しては以下の特徴を持つ。
  - 大文字は{\displaystyle {\mathfrak {S}}}であって、他の書体のGとよく似ている。ちなみにGのフラクトゥールは{\displaystyle {\mathfrak {G}}}である。
  - 小文字は{\displaystyle {\mathfrak {s}}}であるが、この字体は語尾にしか使われず、語頭・語中には長いs(ſ) のが常用される。

## 呼称
- 拉・独・仏・英・蘭・葡・羅・尼・スラヴ語・日：エス
- 西: ese（エセ）
- 伊: esse（エッセ）
- 洪：エシュ /ɛʃ/
- エス：ソー

## 音価
この文字が表す音は、/s/（無声歯茎摩擦音）ないしその類似音である。ただし、西欧の多くの言語で、母音・有声子音に挟まれた単独のsを有声の/z/で読む。この場合、母音・有声子音に挟まれた無声の/s/を表すにはしばしばssと書く。
- ドイツ語では無声の/s/を表すのに短母音の後で ss, 長母音の後ではßを使う。標準語では母音の前のsを有声で発音する。
- ドイツ語ではsp、stの2字でそれぞれschp、schtの綴りと同じ/ʃp/、/ʃt/を表す。しかし、schp、schtの綴りとは違う/sp/、/st/を表す例もある。
- フランス語では、無声の/s/を表すのにしばしばcないしçを使う。また、フランス語では語末のsを原則として黙字化するが、次の単語が母音で始まる場合にはリエゾンして /z/ で発音される。
- イタリア語では、sを有声で読むか無声で読むかは方言により変化する。標準語では単語ごとに異なる。
- 英語も、単語ごとに異なる。単語によってはどちらで読んでもいいもの、意味により変化するもの、黙字となるものがある。また単語によっては、/z/を表すsをzで書き換えることができる。また、dessert, possession は例外的に濁る（フランス語の dessert, possession は濁らない）。
- ハンガリー語では、/ʃ/をあらわす。/s/ をあらわすには sz を用いる。
- 日本語のローマ字表記ではサ行の子音に用いる。ヘボン式ではシおよびシャ、シュ、ショの子音はshとする。
- 朝鮮語のローマ字表記では初声のㅅに用いる。ㅆはssとする。
- sh（英語）は/ʃ/、sch（ドイツ語）も/ʃ/、tsch（ドイツ語）は/tʃ/である。

## Sの意味

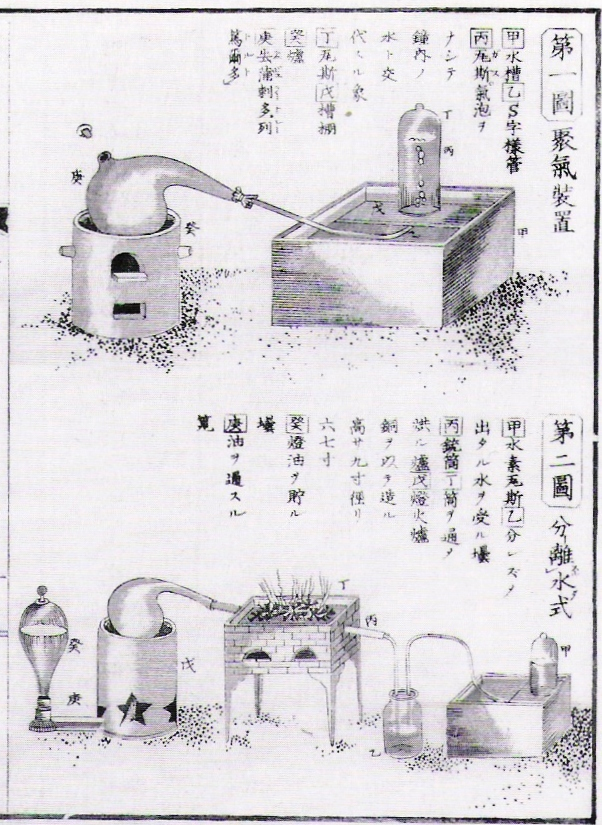
宇田川榕菴が著した「舎密開宗」の化学実験図。第一図（上部）において実験に用いる器具（管部分）を「S字様管」と記している。

### 単位・数学記号
- 数学で面積を表すのに用いることがある
- コクセター群の生成系
- 対称代数
- 秒 (second) ※SI 単位の場合、小文字に限る
- ジーメンス (siemens)
- 生化学で沈降係数を表す単位スヴェドベリ（テオドール・スヴェドベリ）
- 対称操作のひとつである回映操作を表現する記号。具体的な使用例は分子対称性を参照。
- 非SI接頭辞（ジム・ブロワーズ (Jim Blowers) の提案）
  - ソルタ (sorta)(1042)（大文字）
  - ソトロ (sotro)(10−42)（小文字）

### 自然科学
- 硫黄の元素記号。
- 有機化学で光学異性体の一つ、S体。
- 電界効果トランジスタ (FET) の端子の一つ。ソース (Source)
- 熱力学でエントロピーをあらわす。
- コンピュータ言語。→S言語
- 二十八を意味する数字。三十六進法など、二十九進法以上（参照: 位取り記数法#Nが十を超過）において二十八（十進法の28）を一桁で表すために用いられる。ただし、アルファベットの I と数字の 1 、およびアルファベットの O と数字の 0 が混同し易いために、アルファベットの I と O を用いないことがあり、この場合、J が十八、K が十九、…、N が二十二、P が二十三、…、S が二十六を意味する。

### 文学・風俗
- 文法で主語 (subject) をあらわす。
- 南 (south) の略。磁極のS極もsouthによる。
- 昭和の略記。
- 洋服などのサイズで、小さめ (small)。
- 劇場や競技場、業績などの順位で特別 (Special) または優良 (Superior) という意味で、Aよりも上で希少性の強い最上位を表す。この場合、Sは「特A」、Aは「平A」という扱いになる。用例として、S級、S席など。Sよりも上の順位でSを重ねてSSやSSSとする例もある。
- テレビ番組表でステレオ放送の意。四角囲み記号が一般的。
- 「sister」の略で、女学生同士の同性愛を意味する。
- 将棋の銀将 (Silver) の略号。
- 風俗用語で、スキン（コンドーム）を指す隠語。
- シエラの略記。警察などで部隊名として使われる隠語の一種。
- ヤクザ用語で、スピード（覚醒剤）の隠語。
- 東京ディズニーシー (Tokyo Disney Sea) の略号。
- スパイを示す符丁。
- サディズム（サディスト）の略。
  - 派生して、いじめたり、相手に攻撃することを好む人を表す若者言葉。対義語はM。
- 年代。1950's で1950年代。
- 特殊作戦群の愛称
- 主に文末に置かれる/sは、皮肉記号。

### 作品名
- 毎日放送（MBSラジオ）のラジオ番組。→S (ラジオ番組)
- テレビ朝日のサッカードキュメンタリー番組。ソニー一社提供のミニ番組。→S THE STORIES
- 原作：小森陽一、作画：藤堂裕による漫画、およびそれを原作としたTBSテレビのテレビドラマ、その映画版。→S -最後の警官-

### 建築
- サービスルームの略。間取図などで用いる。

### スポーツ
- 日本のプロ野球球団東京ヤクルトスワローズ (Swallows) の略号。
- セーブ (save) の略。
- 犠打をスコアブックに記載する際の略号。SH、SACを使う場合もある。
- 野球のテレビ中継画面や球場内電光掲示板における、ボールカウントの略表記 (Strike)→ストライク (野球)
- 競馬のステークス方式の略表記

### 音楽
- しばしば変ホ（イタリア式ではミ♭、英米式ではE♭）をあらわす。これは、ドイツ式でこの音をEsと表記し、「エス」と読むことに由来する。
- フランツ・リストの作品目録番号のひとつ、サール番号。
- S (シドの曲) - シドの楽曲。
- S (バンド) - 日本のヴィジュアル系ロックバンド。
- S (椎名慶治のアルバム) - 椎名慶治のアルバム。
- S (蒼井翔太のアルバム) - 蒼井翔太のアルバム。
- S (Silent Sirenのアルバム) - Silent Sirenのアルバム。
- S (音楽・芸能プロダクション) - 日本の音楽プロデュース・アーティストマネージメント企業（株式会社S）。

### 交通・車両
- 鉄道のサインシステムにおいて、北海道旅客鉄道（JR北海道）函館本線（札幌駅 - 小樽駅 - 長万部駅）(Sapporo)、都営地下鉄新宿線 (Shinjuku)、静岡鉄道静岡清水線 (Shizutetsu)、名古屋市営地下鉄桜通線 (Sakuradōri)、西日本旅客鉄道（JR西日本）関西空港線、Osaka Metro千日前線 (Sennichimae)、神戸市営地下鉄北神線・西神・山手線 (Seishin)、西日本旅客鉄道（JR西日本）山陽線（岡山駅 - 上郡駅）、岡山電気軌道清輝橋線 (Seikibashi)、四国旅客鉄道（JR四国）予讃線（愛ある伊予灘線、向井原駅 - 下灘駅 - 伊予大洲駅）(ShimonadaSeaside)、高松琴平電気鉄道志度線 (Shido) の路線記号として用いられる。
- 電車等、鉄道車両の車種を表す副記号で、特別車両（グリーン車。寝台車の記号Nと組み合わせてA寝台車）のこと。
- 東京地下鉄（東京メトロ）の路線で、他社線との相互直通がある場合に東京メトロ車両の所定運用に付けられるアルファベット。東日本旅客鉄道（JR東日本）、東武鉄道、西武鉄道、埼玉高速鉄道・東葉高速鉄道でも、自社線と東京メトロ線を直通走行する列車で東京メトロの車両が原則使用される場合の運行番号は「xxxxS」となる。
- 自動列車停止装置の一種「ATS-S」型の略称。各社によって改良されているため、現在は存在しない。
- 海図の記号で底質が砂(表記はS)。
- エリトリアで第2級国道を表す (Secondary national highway)。

### 自動車
- メルセデス・ベンツの乗用車の1クラスであるSクラス。S600、S500など。
- ジャガーが発売している乗用車のSタイプ
- 本田技研工業が発売していたスポーツカー。S500、S600、S800など。
- Sタイヤ：レーシングタイヤのような性格を持つ公道走行可能なタイヤの俗称。
- トヨタ車の形式名に於いては…
  - クラウン(マジェスタ含む。コンフォート除く。)、アリスト/レクサス・GSを意味する車両識別記号。（例：MS40、JZS161、GRS190）
  - トヨタ・S型エンジン、またはそれらを搭載していることを表す。初代か2代目かは車両形式から直接はわからない。
    - 例･･･初代：SK10 。2代目：ST182(セリカ/ED/EXiV)、SXE10、SV25(カムリ/ビスタ)。
- 日産の型式名に於いては…
  - 日産・シルビアの2代目 - 7代目の車両識別記号（S10、S110、S12、S13、S14、S15）。
  - 日産・フェアレディZの初代 - 2代目の車両識別記号（S30、S130）。

### 家電・IT
- 携帯電話の電話機メーカーを指す符号。
  - ソニーまたはソニー・エリクソン・モバイルコミュニケーションズ。(au)
  - シャープ。(NTTパーソナルおよびドコモPHS)　通常は「SH」。
  - 三洋電機。(ツーカー(2001年以降の型番ルールによる))　通常は「SA」。
  - セイコーインスツル。(ウィルコムPHS端末)
- ニコンが発売しているコンパクトデジタルカメラ。S500、S200など。

### その他
- 元号「昭和（Showa）」の略記。
- ショート。投資商品を売り建てること。空売り。株式や商品先物などの投資関連用語。⇔ロング (L)
- Sゲージ鉄道模型のこと。縮尺1/64、軌間22.4 - 22.5mmの鉄道模型の規格名称。
- S縒りはロープのより方の一種。逆方向の種類のものはZ縒りと称する。
- 特殊作戦群(陸上自衛隊の特殊部隊)のこと。一般隊員からは「S」と呼ばれる。特戦群、特戦とも略される。
- 特殊急襲部隊(警察の特殊部隊)のこと。警備部内では「S」と呼ばれることがある。SATとも略される。
- 英語「Spy」の略であり、内通者や捜査協力者のこと。
- Mr.S - アニメ「アイカツ!」の登場人物。
- 営団地下鉄(現・東京メトロ)の旧社紋。
- 編集者・文筆家・歌人・住職・アニメ映画『コクリコ坂から』漫画原作者・群雄社出版編集局長の佐山哲郎の別名。
- 英語「Super」の略であり、ゲーム・マンガ・アニメ等ポップカルチャー領域における一種の能力値設定の評価単位として使用される。具体例としては『東京喰種』における「S～SSS級喰種」、『三國志シリーズ』における適正「S」、スマホガチャゲームにおける「SR（スーパーレアの意）」等が挙げられる。通常は段階評価基準の最高ランクである「A」ランクをも上回る規格外評価とされている。

## 符号位置
| 大文字 | Unicode | JIS X 0213 | 文字参照            | 小文字 | Unicode | JIS X 0213 | 文字参照            | 備考     |
| ------ | ------- | ---------- | ------------------- | ------ | ------- | ---------- | ------------------- | -------- |
| S      | U+0053  | 1-3-51     | &#x53; &#83;        | s      | U+0073  | 1-3-83     | &#x73; &#115;       |          |
| Ｓ     | U+FF33  | 1-3-51     | &#xFF33; &#65331;   | ｓ     | U+FF53  | 1-3-83     | &#xFF53; &#65363;   | 全角     |
| Ⓢ      | U+24C8  | ‐          | &#x24C8; &#9416;    | ⓢ      | U+24E2  | 1-12-44    | &#x24E2; &#9442;    | 丸囲み   |
| 🄢      | U+1F122 | ‐          | &#x1F122; &#127266; | ⒮      | U+24AE  | ‐          | &#x24AE; &#9390;    | 括弧付き |
| 𝐒      | U+1D412 | ‐          | &#x1D412; &#119826; | 𝐬      | U+1D42C | ‐          | &#x1D42C; &#119852; | 太字     |

## 他の表現法
| フォネティックコード | モールス符号 |
| Sierra               | ・・・       |

|        |          | ⠎    |
| 信号旗 | 手旗信号 | 点字 |